# Estación Anhangabaú
Estación Anhangabaú es una estación de la Línea 3-Roja del metro de la ciudad Brasileña de São Paulo. Fue inaugurada el 26 de noviembre de 1983. Está ubicada en la Rua Formosa, s/n.

## Características
Estación subterránea con dos entrepisos de distribución, uno sobre cada extremo de la plataforma central, estructura en concreto aparente y aberturas para iluminación natural. Posee acceso para portadores de discapacidades físicas.
Capacidad de hasta 20.000 pasajeros por día.
Área construida de 11.160².

## Tabla
| Sigla | Estación   | Inauguración            | Capacidad                  | Integración              | Plataformas | Posición    | Comentarios                                  |
| ----- | ---------- | ----------------------- | -------------------------- | ------------------------ | ----------- | ----------- | -------------------------------------------- |
| GBU   | Anhangabaú | 26 de noviembre de 1983 | 20 mil pasajeros hora/pico | Bilhete Único de SPTrans | Central     | Subterránea | Estación con estructura de concreto aparente |